# هنري ويلس (عسكري)
الفريق السير هنري ويلس (22 مارس 1898 – 20 أكتوبر 1973) هو ضابط في الجيش الأسترالي.